# 尼泊爾裔英國人
尼泊爾裔英國人，是指有英國公民權或長期居留在英國的尼泊爾裔居民。

## 歷史
在19世紀首25年，尼泊爾人作為廓爾喀士兵和他們的家人居留在英國，他們分為不同的種姓說不同的語言。
在1965年，首個倫敦尼泊爾人定居點在卡姆登區成立。

## 人口
根據2001年英國人口普查，5,943個尼泊爾出生的尼泊爾人居住在英國。英國國家統計署估計，在2010年英國居住了42,000名尼泊爾裔人。
根據2011年的人口普查，在英國有50,881名尼泊爾出生的人，在十年內增加了44,938。在英格蘭和威爾士的49,464名尼泊爾人中，27,424人是佛教徒，13,022人是印度教徒，1,897人是基督徒，880人是無神論者，240人是穆斯林，43人是錫克教徒，23人是猶太人，而5880人沒有說宗教。 

## 就業
有3000到3,500名尼泊爾廓爾喀士兵被徵入英國軍隊。根據2001年的英國人口普查，在倫敦出生的尼泊爾出生的人中有34.8％在酒店或餐館工作，15.7％在房地產和租賃，15.3％在批發和零售，9.6％在健康和社會護理業就業。